# シャルル＝ルイ・アノン

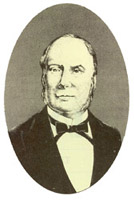
シャルル＝ルイ・アノン

シャルル＝ルイ・アノン（Charles-Louis Hanon, 1819年7月2日 - 1900年3月19日）は作曲家、ピアノ教師、オルガニスト。
フランス共和国ダンケルク近郊のルネスキュールで生まれ、同国ブローニュ＝シュル＝メールで没す。日本では英語風もしくはドイツ語風のハノンの呼び名で有名。

## 教則本

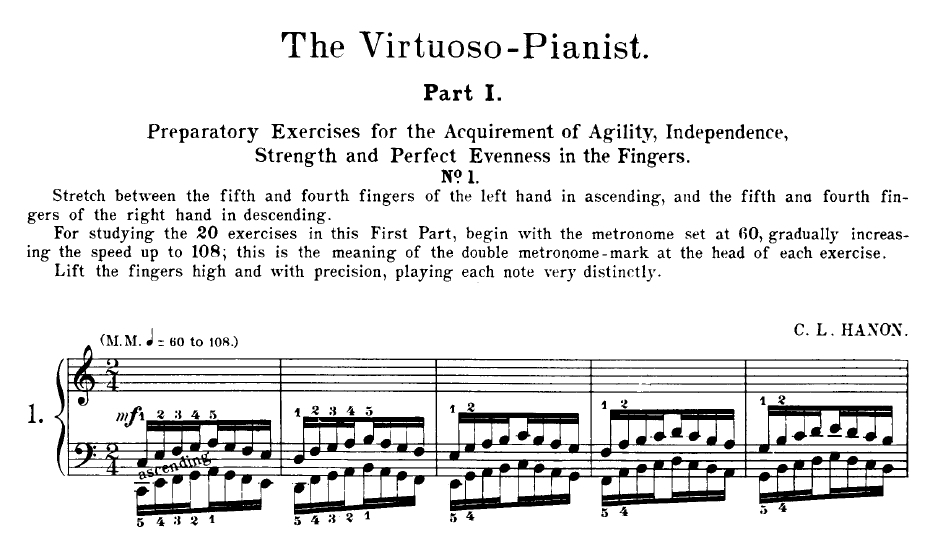
60の練習曲によるヴィルトゥオーゾ・ピアニスト練習曲第1番（冒頭）

ピアノの教則本「60の練習曲によるヴィルトゥオーゾ・ピアニスト」は有名で、今日のピアノ教師にとって標準的な教材の一つとなっている。ピアノ音楽の領域で「ハノン」という場合にはこの曲集を指す。
これらの曲は指の独立のトレーニングを行なうためのものであり、楽曲として成り立っている他の練習曲とは性格を異にする。中級者以上を対象としているが、有効性が高いため、多くのピアノ経験者にとって馴染み深い教本である。

## その他の作品
- 初歩のピアノ教本（Methode Elementaire de Piano）
- 大作曲家の名曲より要約（Extrait des Chef d'euvre des Grands Maltres）
- 50歌曲集（50 Cantiques Choisis）